# Liste von Sakralbauten in Langenhagen
Die Liste von Sakralbauten in Langenhagen nennt Kirchengebäude und andere Sakralbauten in Langenhagen, Region Hannover, Niedersachsen.

## Liste
| Bild | Name                     | Ort                       | Koordinaten                     | Konfession der Gemeinde               |
| ---- | ------------------------ | ------------------------- | ------------------------------- | ------------------------------------- |
|      | Martinskirche            | Engelbostel               | 52° 26′ 48,6″ N, 9° 39′ 18,2″ O | evangelisch-lutherisch                |
|      | Alte Kapelle             | Godshorn                  | 52° 26′ 19,5″ N, 9° 42′ 33″ O   | evangelisch-lutherisch                |
|      | Kirche Zum guten Hirten  | Godshorn                  | 52° 26′ 20″ N, 9° 42′ 34″ O     | evangelisch-lutherisch                |
|      | Matthias-Claudius-Kirche | Krähenwinkel              | 52° 28′ 3,3″ N, 9° 44′ 4,7″ O   | evangelisch-lutherisch                |
|      | Elia-Kirche              | Langenhagen               | 52° 26′ 24″ N, 9° 44′ 55″ O     | evangelisch-lutherisch                |
|      | Josua-Gemeindehaus       | Langenhagen               | 52° 26′ 18,4″ N, 9° 43′ 48,2″ O | evangelisch-freikirchlich (Baptisten) |
|      | Elisabethkirche          | Langenhagen               | 52° 26′ 50,4″ N, 9° 44′ 26″ O   | evangelisch-lutherisch                |
|      | Liebfrauenkirche         | Langenhagen               | 52° 26′ 43,3″ N, 9° 44′ 12″ O   | römisch-katholisch                    |
|      | Zwölf-Apostel-Kirche     | Langenhagen               | 52° 26′ 1,3″ N, 9° 44′ 2″ O     | römisch-katholisch                    |
|      | St. Paulus               | Langenhagen (Langenforth) | 52° 25′ 59″ N, 9° 44′ 50″ O     | evangelisch-lutherisch                |
|      | Emmauskirche             | Langenhagen (Wiesenau)    | 52° 25′ 42″ N, 9° 43′ 44,4″ O   | evangelisch-lutherisch                |
|      | Selimiye Camii           | Langenhagen               | 52° 27′ 0,1″ N, 9° 44′ 19,2″ O  | DITIB                                 |